# Прекопа (Врансько)
Прекопа (словен. Prekopa) — поселення в общині Врансько, Савинський регіон, Словенія. 
Висота над рівнем моря: 325 м.